# بيت ميتشيل
بيت ميتشيل (بالإنجليزية: Pete Mitchell)‏ هو لاعب كرة قدم أمريكية أمريكي، ولد في 9 أكتوبر 1971 في رويال أوك في الولايات المتحدة.

## وصلات خارجية
- بيت ميتشيل على موقع مرجع كرة القدم المحترفة.كوم (الإنجليزية)